# Seutera angustifolia
Seutera angustifolia är en oleanderväxtart som först beskrevs av Christiaan Hendrik Persoon, och fick sitt nu gällande namn av Fishbein och W.D.Stevens. Seutera angustifolia ingår i släktet Seutera och familjen oleanderväxter. Inga underarter finns listade i Catalogue of Life.